# 에리크 젬바젬바
에리크 다니엘 젬바젬바(프랑스어: Eric Daniel Djemba-Djemba, 1981년 5월 4일 ~ )는 카메룬의 전직 프로 축구 선수로, 미드필더로 활약했다. 그는 이전에 프랑스, 잉글랜드, 카타르, 덴마크, 이스라엘, 세르비아, 스코틀랜드, 인도, 인도네시아에서 클럽 축구를 뛰었다. 국제 대회에서는 카메룬 국가대표팀으로 합류해 활약했으며, 2002년 FIFA 월드컵을 포함해 34경기에 출전했다.

## 구단 경력

### 낭트
젬바젬바는 프랑스 클럽 낭트에서 두각을 나타냈으며, 그곳에서 마티외 베르송과 성공적인 파트너십을 구축했다. 프랑스 클럽에서 거칠고 단호한 태클 능력을 선보인 그는 2003년 여름, 350만 파운드의 이적료로 맨체스터 유나이티드에 합류했다. 당시 알렉스 퍼거슨 감독은 그를 31세의 로이 킨의 잠재적인 후계자로 점찍고 영입했다.

### 맨체스터 유나이티드
잉글랜드에 도착한 젬바젬바는 아스널과의 FA 커뮤니티 실드 데뷔 전에서 거친 스타일을 선보였으며, 아스널의 솔 캠벨에게 가한 태클은 아르센 벵거 감독으로부터 "외설적"이라는 평을 받았다.
올드 트래퍼드에서 보낸 18개월 동안 젬바젬바는 꾸준한 폼을 유지하는 데 어려움을 겪었고, 결국 맨체스터 유나이티드 미드필드 중앙에서 노쇠한 주장 로이 킨의 후계자가 될 수 있는 선수로 자리매김하는 데 실패했다. 그의 맨유 시절의 하이라이트 중 하나는 리그컵에서 리즈 유나이티드를 상대로 감아 찬 발리 슛으로 골을 넣었을 때였다. 점수가 2–2였고 연장전 3분이 남은 상황에서 퀸턴 포춘이 올린 코너킥이 젬바젬바에게 도달했고, 그는 이를 첫 터치에 바로 차올려 리즈의 골키퍼 폴 로빈슨을 넘기는 골을 기록하여 3–2 승리를 확정짓고 다음 라운드 진출을 이끌었다. 그는 맨유에서 한 골을 더 넣었는데, 그것은 UEFA 챔피언스리그에서 그리스 클럽 파나티나이코스를 상대로 한 5–0 승리 경기에서 나왔다.

### 애스턴 빌라
젬바젬바는 2005년 1월, 이적 시장에서 150만 파운드의 이적료로 애스턴 빌라로 팔렸다. 그러나 그는 빌라의 미드필드에서 개빈 맥캔과 스티븐 데이비스보다 앞서 나가는 데 어려움을 겪었고, 이 이적은 그의 명성을 회복하는 데 거의 도움이 되지 않았다. 2006–07년 시즌 첫날, 새로 부임한 빌라 감독 마틴 오닐에 의해 아스널과의 에미레이트 스타디움 첫 경기에서 후반 막판 교체로 단 한 차례 출전한 이후 , 젬바젬바는 1월 이적 시장에서 시즌 남은 기간 동안 EFL 챔피언십 클럽 번리로 임대되었다.

#### 번리로의 임대
젬바젬바는 2007년 1월 13일, 번리에서의 첫 경기를 사우샘프턴을 상대로 치렀으며, 풀타임 90분을 소화했다. 터프 무어에서 활동 초기에 그는 랭커셔주 팀인 더비 카운티와의 경기에서 두 번째 경고 누적으로 퇴장당했으나, 임대 기간 동안 능숙하고 효과적인 플레이로 좋은 인상을 남겼다.
2007년 7월, 젬바젬바는 북미 투어 명단에 유일하게 포함되지 않은 1군 선수였으며, 이후 애스턴 빌라와의 계약이 종료되면서 빌라 파크를 떠날 조짐이 뚜렷해졌다.

## 국가대표팀 경력
젬바젬바는 2002년 아프리카 네이션스컵에서 우승한 카메룬 국가대표팀의 일원이며, 2003년 FIFA 컨페더레이션스컵에서는 프랑스에 이어 준우승을 차지했다. 컨페더레이션스컵 기간 중 젬바젬바는 마르크비비앙 푀가 경기 도중 쓰러져 병원에서 사망하기 전 마지막으로 대화를 나눈 사람이라고 밝혔다. 그는 또한 2002년 FIFA 월드컵에도 출전했다. 그러나 젬바젬바는 감독과의 의견 차이로 인해 2010년 FIFA 월드컵 명단에 포함되지 못했다. 2014년 FIFA 월드컵 국가대표팀 선발에 도전했으나, 28인 예비 명단에 들지 못해 폴커 핑케 감독 아래 월드컵 출전을 이루지 못했다.

## 사생활
젬바젬바는 카메룬 두알라에서 태어났다. 그는 카메룬과 프랑스 국적을 보유하고 있으며, 2001년 10월 17일, 프랑스 시민권을 귀화로 취득하였다.
그는 2007년 맨체스터 유나이티드에서 애스턴 빌라로 이적한 이후 파산을 선언하였다.
젬바젬바는 결혼하여 네 자녀를 두었으나 이후 이혼하였다. 그는 기독교 신자이다.

## 수상
맨체스터 유나이티드
- FA컵: 2003–04년
- FA 커뮤니티 실드: 2003년

카메룬
- 아프리카 네이션스컵: 2002년